# Давыдовский район
Давыдовский район — административно-территориальная единица в Центрально-Чернозёмной и Воронежской областях РСФСР, существовавшая в 1928—1961 годах. Административный центр — село Давыдовка.
Район был образован 30 июля 1928 года в составе Острогожского округа Центрально-Чернозёмной области. 23 июля 1930 года Острогожский округ, как и другие округа, был упразднён, вследствие чего район был передан в непосредственное подчинение Центрально-Чернозёмной области.
После упразднения Центрально-Чернозёмной области 13 июня 1934 года район вошёл в состав вновь образованной Воронежской области.
24 июня 1961 года к Давыдовскому району была присоединена часть территории упразднённого Коротоякского района.
14 июля 1961 года Давыдовский район был упразднен, его территория вошла в состав Лискинского района.